# سن-دونا (لانودییر)
سن-دونا،لانودییر (به فرانسوی: Saint-Donat) شهری در منطقه شهری ماتاوینی ناحیه لانودییر در استان کبک کانادا است. در سرشماری سال ۲۰۱۱ این شهر ۳٬۷۱۲ نفر جمعیت داشته‌است و مساحت آن ۳۶۱٫۴۲ کیلومتر مربع است.